# Melanie Metternich-Zichy
Melanie Zichyová, rozená z Metternich-Winneburgu (německy Melanie von Metternich-Winneburg, 27. února 1832 Vídeň – 16. listopadu 1919 tamtéž) byla rakouská šlechtična, princezna a hraběnka z Metternichu, provdaná do uherského rodu Zichyů.

## Život
Byla členkou rodu Metternichů, dcerou rakouského diplomata a politika knížete Klemense Václava z Metternichu a jeho třetí manželky hraběnky Melanie Zichy-Ferrariové.
Dne 20. listopadu 1853 se provdala za hraběte Josefa Zichyho (1814–1897), který byl bratrem Antonie Alžběty a Karolíny Leopoldiny Zichyových.
Podobně jako její otec byla zastánkyní tradiční konzervativní politiky a hrála roli v založení rakouské Křesťansko-sociální strany. Například roku 1888 se v jejím paláci sešli politikové, kteří se stali členy této strany; tohoto setkání se zúčastnili mj. vídeňský starosta Karl Lueger a Karl von Vogelsang.
Melanie Marie zemřela 16. listopadu 1919 ve Vídni.